# Большевик (Ат-Башинский район)
Большевик (кирг. Большевик) — село в Ат-Башинском районе Нарынской области Киргизской республики. Код СОАТЕ — 41704 220 817 02 0.
Расположено в высокогорной зоне Кыргызстана.
Находится на расстоянии около 20 км восточнее от районного административного центра с. Ат-Баши.

## Население
По данным о численности населения на начало 2021 года, в селе проживало 1123 человек.